# Rocca Canavese
Pour les articles homonymes, voir Canavese et Rocca.
Rocca Canavese (en français Roque-en-Canavais) est une commune italienne de la ville métropolitaine de Turin, dans la région Piémont.

## Administration
| Période                                  | Période  | Identité        | Étiquette | Qualité |
| ---------------------------------------- | -------- | --------------- | --------- | ------- |
| 14 juin 2004                             | En cours | Giovanni Lajolo | civica    |         |
| Les données manquantes sont à compléter. |          |                 |           |         |

### Communes limitrophes
Corio, Forno Canavese, Levone, Barbania, Vauda Canavese, Nole, San Carlo Canavese.